# Ray Reardon
Raymond (Ray) Reardon (Tredegar, 8 oktober 1932 – 19 juli 2024) was een snookerspeler uit Wales. Hij domineerde de sport in de jaren zeventig: hij won zes keer het wereldkampioenschap in dat decennium (1970, 1973 - 1976, 1978). Hoewel hij een hartelijk persoon was, gaf de V-vorm in zijn haarlijn hem de bijnaam Dracula.
Hij werd geboren in Tredegar, een gemeenschap van koolmijnwerkers. Op veertienjarige leeftijd verliet hij de schoolbanken en werd hij mijnwerker. Er wordt gezegd dat hij handschoenen droeg om zijn handen te beschermen voor het snookeren. Hij stopte met mijnwerken vanwege een ongeluk in een mijn waarin hij urenlang bedolven lag. Hierna werd hij politieagent. Hij speelde jaren snooker op amateurniveau tot hij professioneel begon te spelen in 1967.
Toen in 1976 de rankings werden ingevoerd, was hij de eerste nummer één, en hij bleef dit tot het seizoen 1980/81.
Hij ging met pensioen in 1992 maar bleef actieve interesse in het snookerspel tonen. Hij was raadgever van Ronnie O'Sullivan.
Reardon overleed in juli 2024 op 91-jarige leeftijd.
Joe Davis · Walter Donaldson · Fred Davis · Horace Lindrum · John Pulman · John Spencer · Ray Reardon · Alex Higgins · Terry Griffiths · Cliff Thorburn · Steve Davis · Dennis Taylor · Joe Johnson · Stephen Hendry · John Parrott · Ken Doherty · John Higgins · Mark Williams · Ronnie O'Sullivan · Peter Ebdon · Shaun Murphy · Graeme Dott · Neil Robertson · Mark Selby · Stuart Bingham · Judd Trump · Luca Brecel · Kyren Wilson · Zhao Xintong